# Drosophila difficilis
Drosophila difficilis är en tvåvingeart som först beskrevs av Christian Rudolph Wilhelm Wiedemann 1830.  Drosophila difficilis ingår i släktet Drosophila och familjen daggflugor.
Artens utbredningsområde är Sydamerika.